# Réttarfell (berg)
Réttarfell är ett berg i republiken Island. Det ligger i regionen Norðurland vestra, 210 km norr om huvudstaden Reykjavík. Toppen på Réttarfell är 449 meter över havet, eller 89 meter över den omgivande terrängen. Bredden vid basen är 1,3 km.
Trakten runt Réttarfell är nära nog obefolkad, med mindre än två invånare per kvadratkilometer. Närmaste större samhälle är Sauðárkrókur, omkring 19 kilometer sydost om Réttarfell. Trakten runt Réttarfell består i huvudsak av gräsmarker.